# 35. ročník udílení Zlatých glóbů
35. ročník udílení Zlatých glóbů se konal 28. ledna 1978 v hotelu Beverly Hilton v Beverly Hills, Los Angeles. Asociace zahraničních novinářů sdružených v Hollywoodu, která Zlatý glóbus uděluje, vyhlásila nominace 10. ledna 1978. Miss Golden Globe byla pro tento rok herečka Elizabeth Stack, dcera herce Roberta Stacka a herečky Rosemarie Bowe. Držitelem Ceny Cecila B. DeMilla se stal Red Skelton.
Nejvíce nominací získal dramatický film Julie a to sedm. V cenu proměnil dvě z nich. Nejvíc cen, čtyři, vyhrála komedie Děvče pro zábavu. Navržena byla na pět Glóbů.
Woody Allen získal tři nominace za film Annie Hallová a to za režii, scénář a hlavní mužský herecký výkon. Neproměnil žádnou z nich. Byly to vůbec jeho první nominace v historii Zlatého glóbu. V kategorii ženský herecký výkon v komedii nebo muzikálu byly vítězky dvě, Diane Keatonová a Marsha Mason. V hudebních kategoriích (hudba a píseň) získali nominace bratři Gibbové.
V televizních kategoriích pro tento rok ubyly kategorie pro vedlejší herecké výkony v seriálu nebo televizním filmu.
Druhý rok za sebou zvítězili Henry Winkler a Carol Burnettová. Pro ni to byl dokonce už pátý Glóbus v průběhu kariéry a všechny je získala za svůj pořad The Carol Burnett Show. V kategorii herec v komediálním seriálu byli vítězové dva, Henry Winkler a Ron Howard.

## Vítězové a nominovaní

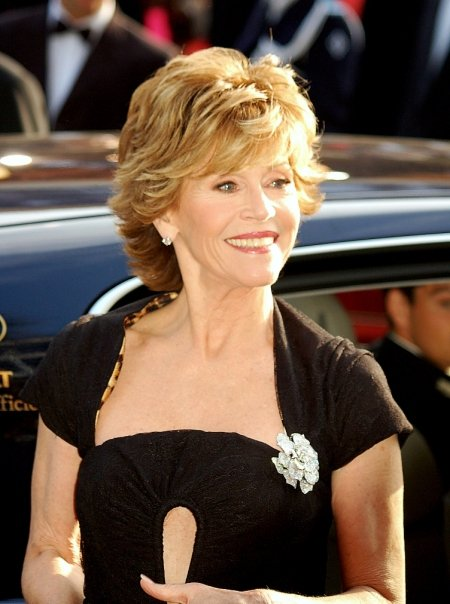
Nejlepší dramatická herečka Jane Fonda

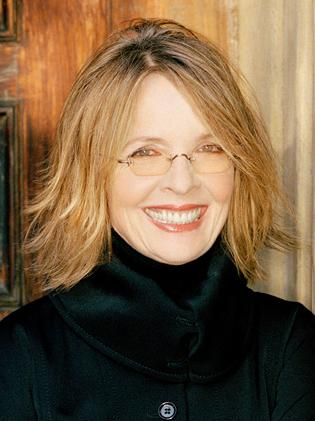
Nejlepší komediální herečka Diane Keatonová

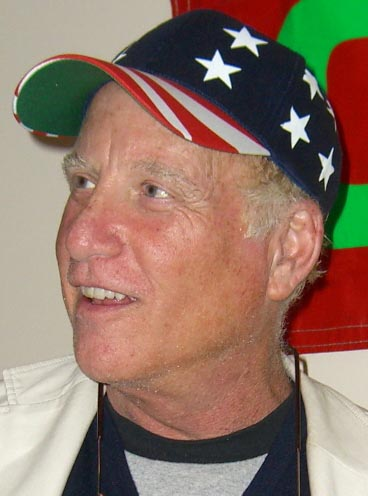
Nejlepší komediální herec Richard Dreyfuss

### Filmové počiny

#### Nejlepší film (drama)
- Nový začátek – producenti Arthur Laurents, Herbert Ross
- Blízká setkání třetího druhu – producenti Julia Phillips, Michael Phillips
- I Never Promised You a Rose Garden – producenti Daniel H. Blatt, Terence F. Deane, Michael Hausman
- Julie – producent Richard Roth
- Star Wars: Epizoda IV – Nová naděje – producent Gary Kurtz

#### Nejlepší film (komedie / muzikál)
- Děvče pro zábavu – producent Ray Stark
- Annie Hallová – producent Charles H. Joffe
- Závrať naruby – producent Mel Brooks
- New York, New York – producenti Robert Chartoff, Irwin Winkler
- Horečka sobotní noci – producent Robert Stigwood

#### Nejlepší režie
- Herbert Ross – Nový začátek
- Woody Allen – Annie Hallová
- George Lucas – Star Wars: Epizoda IV – Nová naděje
- Steven Spielberg – Blízká setkání třetího druhu
- Fred Zinnemann – Julie

#### Nejlepší herečka (drama)
- Jane Fonda – Julie
- Anne Bancroft – Nový začátek
- Diane Keatonová – Hledání pana Goodbara
- Kathleen Quinlan – I Never Promised You a Rose Garden
- Gena Rowlands – Premiéra

#### Nejlepší herečka (komedie / muzikál)
- Diane Keatonová – Annie Hallová
- Marsha Mason – Děvče pro zábavu
- Sally Fieldová – Polda a bandita
- Liza Minnelliová – New York, New York
- Lily Tomlin – The Late Show

#### Nejlepší herec (drama)
- Richard Burton – Equus
- Marcello Mastroianni – Zvláštní den
- Al Pacino – Bobby Deerfield
- Gregory Peck – Generál MacArthur
- Henry Winkler – Smutní hrdinové

#### Nejlepší herec (komedie / muzikál)
- Richard Dreyfuss – Děvče pro zábavu
- Woody Allen – Annie Hallová
- Mel Brooks – Závrať naruby
- Robert De Niro – New York, New York
- John Travolta – Horečka sobotní noci

#### Nejlepší herečka ve vedlejší roli
- Vanessa Redgrave – Julie
- Ann-Margret – Joseph Andrews
- Joan Blondellová – Premiéra
- Leslie Browne – Nový začátek
- Quinn Cummings – Děvče pro zábavu
- Lilia Skala – Roseland

#### Nejlepší herec ve vedlejší roli
- Peter Firth – Equus
- Michail Baryšnikov – Nový začátek
- Alec Guinness – Star Wars: Epizoda IV – Nová naděje
- Jason Robards – Julie
- Maximilian Schell – Julie

#### Nejlepší scénář
- Neil Simon – Děvče pro zábavu
- Woody Allen, Marshall Brickman – Annie Hallová
- Steven Spielberg – Blízká setkání třetího druhu
- Alvin Sargent – Julie
- Arthur Laurents – Nový začátek

#### Nejlepší hudba
- John Williams – Star Wars: Epizoda IV – Nová naděje
- John Williams – Blízká setkání třetího druhu
- Joel Hirschhorn, Al Kasha – Pete's Dragon
- Barry Gibb, Maurice Gibb, Robin Gibb, David Shire – Horečka sobotní noci
- Marvin Hamlisch – Špion, který mě miloval

#### Nejlepší filmová píseň
- „You Light Up My Life“ – You Light Up My Life, hudba a text Joseph Brooks
- „Deep Down Inside“ – Hlubina, hudba a text John Barry, Donna Summer
- „How Deep Is Your Love?“ – Horečka sobotní noci, hudba a text Barry Gibb, Maurice Gibb, Robin Gibb
- „New York, New York“ – New York, New York, hudba John Kander, text Fred Ebb
- „Nobody Does It Better“ – Špion, který mě miloval, hudba a text Jerry Goffin, Michael Masser

#### Nejlepší zahraniční film
- Zvláštní den – režie Ettore Scola, Itálie
- Starý dům uprostřed Madridu – režie Carlos Saura, Španělsko
- La Vie devant soi – režie Moshé Mizrahi, Francie
- Záletník – režie Yves Robert, Francie
- Ten tajemný předmět touhy – režie Luis Buñuel, Francie / Španělsko

### Televizní počiny

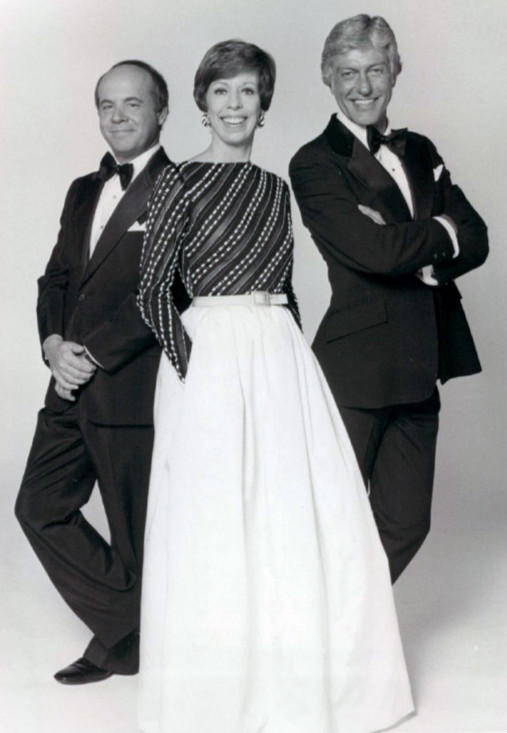
Nejlepší komediální herečka Carol Burnettová (na obrázku s Timem Conwayem a Dickem Van Dykem)

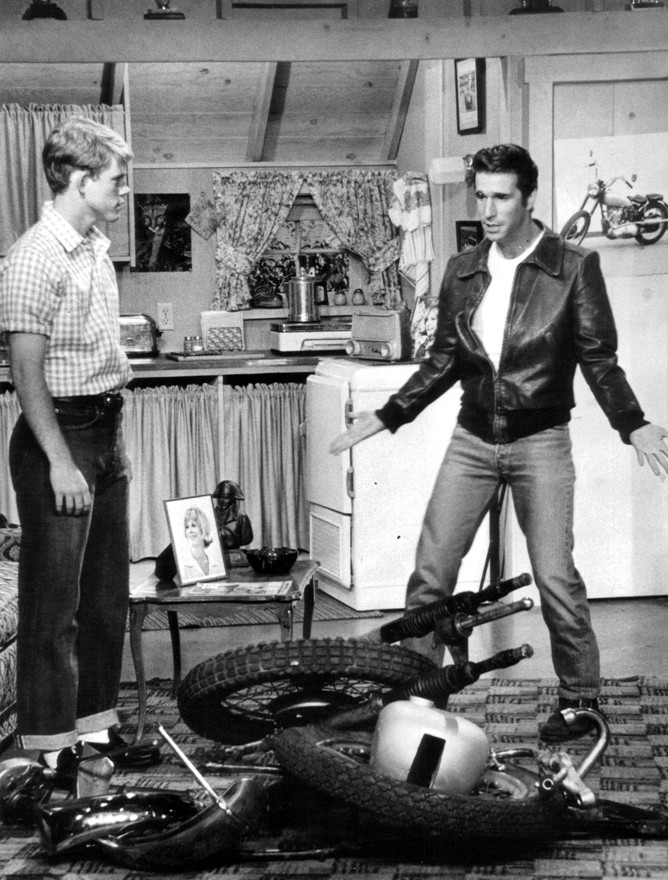
Nejlepší komediální herec Henry Winkler (na obrázku vpravo)

#### Nejlepší televizní seriál (drama)
- Kořeny
- Charlieho andílci
- Columbo
- Family
- Starsky a Hutch
- Upstairs/Downstairs

#### Nejlepší televizní seriál (komedie / muzikál)
- All in the Family
- Barney Miller
- The Carol Burnett Show
- Happy Days
- Laverne & Shirley

#### Nejlepší televizní film
- Operace Blesk
- Just a Little Inconvenience
- Mary Jane Harper Cried Last Night
- Mary White
- Something For Joey

#### Nejlepší herečka v seriálu (drama)
- Lesley Ann Warren – Harold Robbins' 79 Park Avenue
- Angie Dickinson – Police Woman
- Kate Jacksonová – Charlieho andílci
- Leslie Uggams – Kořeny
- Lindsay Wagner – The Bionic Woman

#### Nejlepší herečka v seriálu (komedie / muzikál)
- Carol Burnettová – The Carol Burnett Show
- Beatrice Arthur – Maude
- Penny Marshall – Laverne & Shirley
- Isabel Sanford – The Jeffersons
- Jean Stapleton – All in the Family
- Cindy Williams – Laverne & Shirley

#### Nejlepší herec v seriálu (drama)
- Ed Asner – Lou Grant
- Robert Conrad – Letka černých ovcí
- Peter Falk – Columbo
- James Garner – The Rockford Files
- Telly Savalas – Kojak

#### Nejlepší herec v seriálu (komedie / muzikál)
- Henry Winkler – Happy Days
- Ron Howard – Happy Days
- Alan Alda – M*A*S*H
- Hal Linden – Barney Miller
- Carroll O'Connor – All in the Family'

### Zvláštní ocenění

#### Henrietta Award (Oblíbenci světového filmu)
- herečka Barbra Streisand
- herec Robert Redford

#### Cena Cecila B. DeMilla
- Red Skelton